# Paysage intime

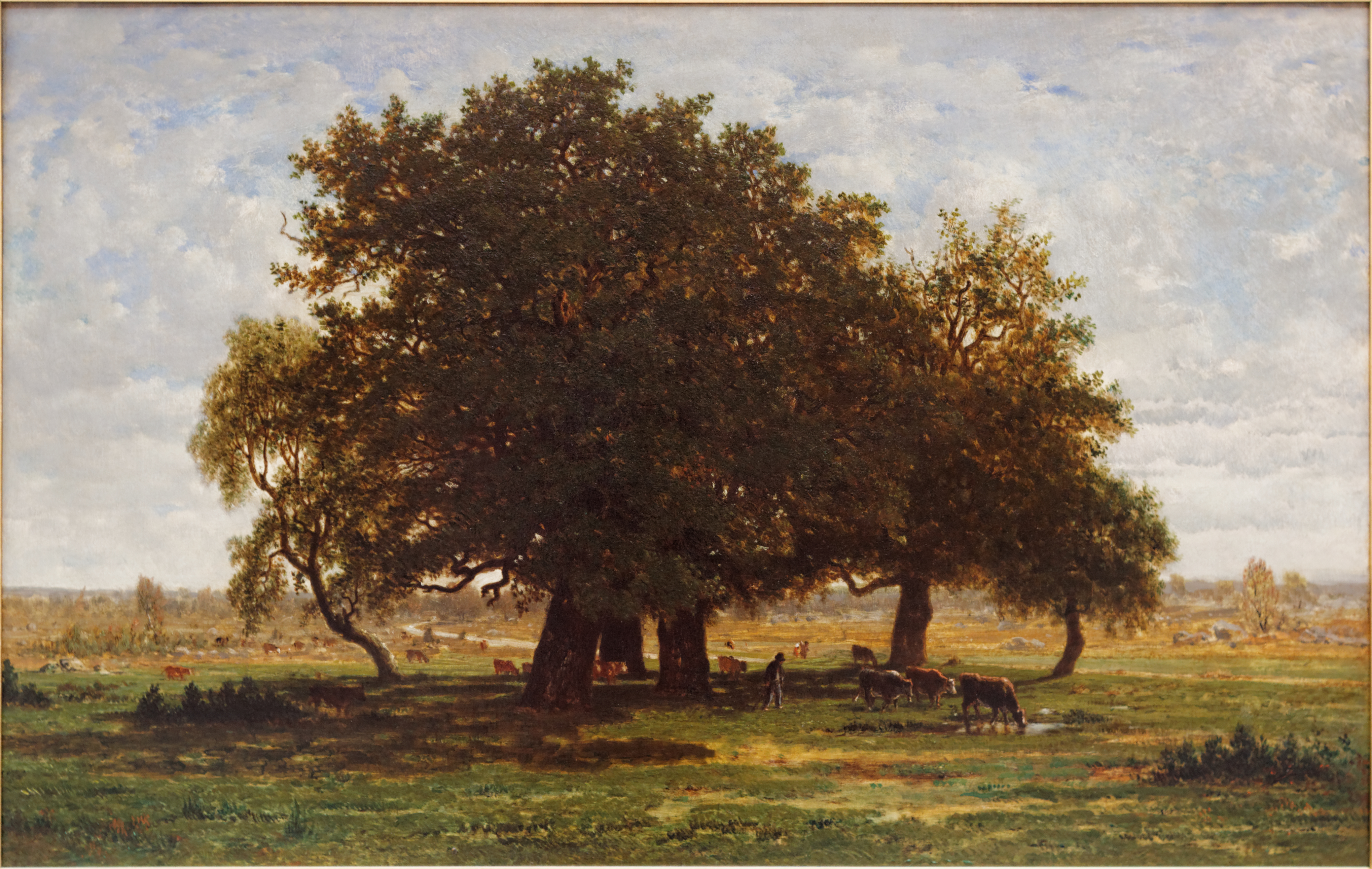
Die Eichen von Apremont, Gemälde von Théodore Rousseau, 1852

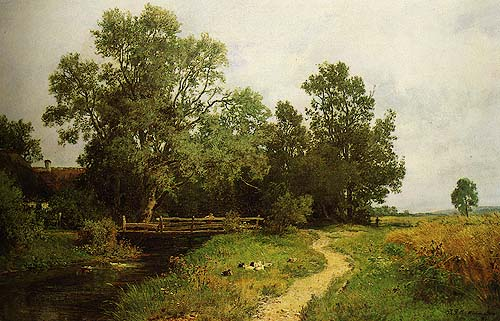
Landschaft im Dachauer Moos, Gemälde von Philipp Röth, 1895

Die Paysage intime (französisch für „vertraute Landschaft“) war eine Stilrichtung der Malerei, welche sich mit schlichten, einfachen Landschaftsbildern befasste und Mitte des 19. Jahrhunderts entstand. Sie war der Vorgänger der Stilrichtung Impressionismus.
Diese Stilrichtung war eine Spezialität einer französischen Künstlergruppe, der Schule von Barbizon. Ihre Angehörigen trafen sich im kleinen französischen Dorf Barbizon. Die Bilder vermitteln keine geschichtlichen oder religiösen Inhalte, sie sind vielmehr unkomplizierte Naturausschnitte aus der Sicht des Künstlers, teilweise in leicht romantischer Art. Die Paysage intime legte den Grundstein für den Impressionismus.
In Deutschland waren Paul Weber und Philipp Röth Vertreter dieser Stilrichtung.